# Etheostoma jessiae
Etheostoma jessiae är en fiskart som först beskrevs av David Starr Jordan och Alembert Winthrop Brayton, 1878.  Etheostoma jessiae ingår i släktet Etheostoma och familjen abborrfiskar. Inga underarter finns listade i Catalogue of Life.
Exemplaren blir vanligen 42 mm långa och de når ibland en längd av 68 mm. Arten har azurblåa fläckar på varje sida. 
Arten förekommer i USA i södra Appalacherna från Kentucky och Virginia till Alabama och Georgia. Den vistas i små vattendrag och i dammar. Honor lägger sina ägg i vattendragens djupare delar. Arten är vanlig i avrinningsområdet av Tennesseefloden och Paint Rock River.
Beståndet hotas regionalt av vattenföroreningar. Hela populationen anses vara stabil. IUCN listar arten som livskraftig (LC).